# Archives de l'AP-HP
Les archives de l’AP-HP sont un service de l’Assistance publique – Hôpitaux de Paris. Ce service est l'une des deux composantes du Département des patrimoines culturels (DPC), la seconde étant le Musée de l'Assistance publique - Hôpitaux de Paris.

## Historique
C’est au XVIIe siècle que fut créé à l'Hôtel-Dieu un poste d’archiviste, dont les fonds trouvèrent place dans un bâtiment dédié en 1733.
A la création du Conseil général des hôpitaux et hospices de Paris, les archives de l'Hôtel-Dieu, de l'hôpital général et des Incurables furent regroupées.
Le 25 mai 1871, l'incendie du siège de l'Assistance publique, rue Victoria, durant la semaine sanglante, détruisit les ¾ de ces fonds. Le service lance vers 1905, une grande collecte d’archives encore stockées dans les bureaux de l’administration et des hôpitaux. Papiers et registres entrèrent dès lors plus régulièrement aux Archives. 
En 1941, les Archives s’installèrent rue des Minimes dans le 3e arrondissement de Paris.
En 1983 fut ouverte une annexe de grande capacité à l’hôpital de Bicêtre, pour accueillir les séries volumineuses.  
En 2004, la photothèque de l’AP-HP vint compléter le service. 
En 2019, les Archives de la rue des Minimes déménagent à l'Hôpital Bicêtre dans le bâtiment Mathieu-Jaboulay, secteur orange – porte 36, 78, rue du Général Leclerc 94 270 Le Kremlin-Bicêtre. 
Le service poursuit sa double mission, patrimoniale et administrative :  
- collecter, classer, conserver et communiquer l’ensemble des fonds versés par le siège et les 39 sites hospitaliers de l’AP-HP ;
- conseiller les services de l’AP-HP pour leur archivage, former les personnels aux archives hospitalières.

## Composition des fonds

### Fonds anciens (XIIIesiècle–XVIIIesiècle)
Hôtel-Dieu ancien ; Saint-Jacques-aux-Pèlerins ; Hôpital Général ; Incurables ; Trinité ; Enfants-Rouges ; Enfants-Trouvés ; Saint-Esprit-en-Grève ; série Fosseyeux, issue des collectes du début du XXe siècle ; inventaires analytiques et transcriptions anciennes de documents détruits en 1871. Ces fonds portent sur le patrimoine des établissements (dons et legs, achats), leurs privilèges, leur administration quotidienne, plus rarement la population accueillie.

### Archives administratives (postérieures à 1790)
Ces fonds abondants témoignent, pour les hôpitaux, hospices, maisons de retraite, sanatorium et fondations qui composent l’AP-HP : 
- de la prise en charge administrative des patients, grâce aux collections de répertoires et de registres dits « de population », recensant entrées, sorties, naissances et décès ;
- de la vie des établissements, grâce aux archives du personnel, de l’économat, des finances, etc.

Ils renseignent sur l’administration centrale de l'AP-HP, sa direction  et l’exercice de ses tutelles, ainsi que sur ses services généraux (magasin général, blanchisserie, boucherie, pharmacie centrale, etc.), ses écoles et centres de formation. 
Sont aussi réunis les fonds des services de l’Assistance publique jusqu’à son rattachement à la Ville de Paris en 1969 : service des enfants-assistés, direction des nourrices, secours à domicile, bureaux de bienfaisance. S’y ajoutent quelques dons d’archives privées.

### Archives médicales
Le service des Archives conserve un ensemble unique d'archives médicales historiques, datant du XVIIIe siècle à nos jours, qui comprend des échantillons de dossiers médicaux et des registres à caractère médical (registres de salles de travail, comptes rendus opératoires, laboratoires). 

### Archives iconographiques

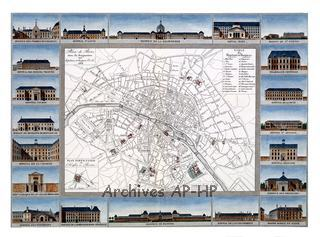
Plan de Paris, avec la désignation des hôpitaux et hospices civils, 1818.

Une collection importante d’images sur divers supports illustre tous les aspects de la vie hospitalière depuis le début du XXe siècle : architecture intérieure et extérieure, matériels, pratiques de soins, vie des services, portraits, événements, etc. 
Une riche série de plans d'établissements, surtout d’Ancien Régime et du XIXe siècle, des affiches, des films la complètent. 

### Bibliothèque
Elle comprend plus de 30 000 ouvrages et 500 périodiques ou revues relatifs à l'histoire des hôpitaux, de la bienfaisance et des secours aux plus démunis.

## Fonds numérisés
Les fonds numérisés consultables en salle de lecture sont les suivants :
- Registres de population des hôpitaux (antérieurs à 1870)
- Recueil des arrêtés et circulaires (1849-1935)
- Photographies et cartes postales des établissements de l’AP-HP
- Plans et documents figurés (1803-1959)

## Liste des directeurs
- Florence Greffe
- Valérie Poinsotte (1988-1995)
- Sylvain Riquier
- Agnès Masson
- Rosine Lheureux
- Patrice Guérin
- Marie Barthélémy (responsable du service) - Hélène Servant (directrice du DPC)

## Ouvrages
- Jacques Tenon, Mémoires sur les hôpitaux de Paris, Paris, Philippe-Denis Pierres, 1788 (réimpr. 1998 (fac-similé)), 472 p. (ISBN 978-2-7040-0990-9, lire en ligne)
- Henri Bordier et Léon Brièle, Les archives hospitalières de Paris, Paris, Honoré Champion, 1877, 224 p. (lire en ligne)
- Marius Sepet, Assistance publique de Paris, Inventaire sommaire des archives hospitalières antérieures à 1790, Nogent-le-Rotrou, A. Husson, 1882-88
- Jérôme Renaud et Sylvain Riquier (dir.), Le spectacle à l’impôt : Inventaire des archives du Droit des pauvres à Paris début XIXe siècle-1947, Vélizy, Doin - AP-HP, coll. « Histoire des hôpitaux », 1997, 136 p. (ISBN 978-2-7040-0907-7, BNF 36962986)
- Sophie Riché et Sylvain Riquier (dir.), Des hôpitaux à Paris : Etat des fonds des Archives de l'AP-HP XIIe – XXe siècles, Paris, Doin - AP-HP, coll. « Histoire des hôpitaux », 2000, 864 p. (ISBN 978-2-912248-20-6, BNF 37114432)